# Кубок Італії з футболу 2009—2010
Кубок Італії з футболу 2009—2010 — 63-й розіграш Кубка Італії з футболу. Турнір стартував 2 серпня 2009 року, а завершився 5 травня 2010 року фінальним матчем на стадіоні «Стадіо Олімпіко» в Римі. У турнірі взяли участь 78 італійських клубів. У фіналі міланський «Інтернаціонале» виграв у «Роми» і в 6-й раз завоював Кубок Італії.

## Календар
| Раунд           | Дата                           | Матчі | Клуби   |
| --------------- | ------------------------------ | ----- | ------- |
| Перший раунд    | 2 серпня 2009                  | 18    | 78 → 60 |
| Другий раунд    | 8-10 серпня 2009               | 20    | 60 → 40 |
| Третій раунд    | 14 серпня - 12 листопада 2009  | 16    | 40 → 24 |
| Четвертий раунд | 25 листопада - 2 грудня 2009   | 8     | 24 → 16 |
| 1/8 фіналу      | 16 грудня 2009 - 14 січня 2010 | 8     | 16 → 8  |
| 1/4 фіналу      | 20-28 січня 2010               | 4     | 8 → 4   |
| 1/2 фіналу      | 3-4 лютого/13-21 квітня 2010   | 4     | 4 → 2   |
| Фінал           | 5 травня 2010                  | 1     | 2 → 1   |

## Перший раунд
| Команда 1                  | Рахунок      | Команда 2              |
| -------------------------- | ------------ | ---------------------- |
| 2 серпня 2009              |              |                        |
| Тернана (3)                | 3:2          | Ренате (5)             |
| Пергокрема (3)             | 0:1          | Фільїне (3)            |
| Марчанізе (3)              | 0:2          | Алессандрія (3)        |
| Комо (3)                   | 3:1          | Фоджа (3)              |
| Аурора Про Патрія 1919 (3) | 4:0          | Джела (4)              |
| Новара (3)                 | 1:0          | Пешина (3)             |
| Таранто (3)                | 1:3          | Козенца (3)            |
| Кавезе (3)                 | 2:2 пен. 3:4 | Варезе (3)             |
| СПАЛ (3)                   | 2:1          | Комо (3)               |
| Кремонезе (3)              | 2:0          | Кіоджа Соттомаріна (5) |
| Равенна (3)                | 3:2          | Джуліанова (3)         |
| Ріміні (3)                 | 1:2 дч       | Віко-Екуенсе (4)       |
| Беневенто (3)              | 3:1          | Прато (4)              |
| Ареццо (3)                 | 2:0          | Кастелларано (5)       |
| Реджана (3)                | 4:0          | Сансеполькро (5)       |
| 3 серпня 2009              |              |                        |
| Спеція (4)                 | 0:1 дч       | Верона (3)             |
| 5 серпня 2009              |              |                        |
| Лумеццане (3)              | 3:0          | Фано (4)               |
| Перуджа (3)                | 1:0          | Ночеріна (4)           |

## Другий раунд
| Команда 1       | Рахунок      | Команда 2                  |
| --------------- | ------------ | -------------------------- |
| 8 серпня 2009   |              |                            |
| Сассуоло (2)    | 2:0          | Алессандрія (3)            |
| Салернітана (2) | 1:0          | Беневенто (3)              |
| 9 серпня 2009   |              |                            |
| Лумеццане (3)   | 6:0          | Галліполі (2)              |
| Модена (2)      | 2:2 пен. 2:4 | Новара (3)                 |
| П'яченца (2)    | 1:3          | Верона (3)                 |
| СПАЛ (3)        | 3:1 дч       | Альбінолеффе (2)           |
| Брешія (2)      | 1:0          | Равенна (3)                |
| Лечче (2)       | 4:0          | Віко-Екуенсе (4)           |
| Емполі (2)      | 2:0          | Реджана (3)                |
| Реджина (2)     | 2:0          | Ареццо (3)                 |
| Торіно (2)      | 1:0          | Фільїне (3)                |
| Трієстіна (2)   | 1:0 дч       | Фоджа (3)                  |
| Віченца (2)     | 1:2          | Кремонезе (3)              |
| Асколі (2)      | 3:1          | Кротоне (2)                |
| Чезена (2)      | 2:2 пен. 3:2 | Тернана (3)                |
| Мантова (2)     | 3:1          | Аурора Про Патрія 1919 (3) |
| Фрозіноне (2)   | 1:1 пен. 4:3 | Варезе (3)                 |
| Анкона (2)      | 1:0          | Перуджа (3)                |
| Читтаделла (2)  | 2:0          | Падова (2)                 |
| 10 серпня 2009  |              |                            |
| Гроссето (2)    | 3:2          | Козенца (3)                |

## Третій раунд
| Команда 1         | Рахунок      | Команда 2       |
| ----------------- | ------------ | --------------- |
| 14 серпня 2009    |              |                 |
| Сассуоло (2)      | 2:0          | Верона (3)      |
| Парма             | 1:2          | Новара (3)      |
| Ліворно           | 2:0          | Торіно (2)      |
| 15 серпня 2009    |              |                 |
| Читтаделла (2)    | 2:1 дч       | Асколі (2)      |
| Палермо           | 4:2          | СПАЛ (3)        |
| Брешія (2)        | 0:1          | Реджина (2)     |
| Катанія           | 1:0          | Кремонезе (3)   |
| Барі              | 1:1 пен. 4:5 | Емполі (2)      |
| Анкона (2)        | 2:3          | Лумеццане (3)   |
| Болонья           | 0:0 пен. 6:7 | Фрозіноне (2)   |
| К'єво             | 3:0          | Мантова (2)     |
| Чезена (2)        | 0:1          | Аталанта        |
| 16 серпня 2009    |              |                 |
| Трієстіна (2)     | 1:0          | Кальярі         |
| Сампдорія         | 6:2          | Лечче (2)       |
| Наполі            | 3:0          | Салернітана (2) |
| 12 листопада 2009 |              |                 |
| Сієна             | 2:0          | Гроссето (2)    |

## Четвертий раунд
| Команда 1         | Рахунок | Команда 2      |
| ----------------- | ------- | -------------- |
| 25 листопада 2009 |         |                |
| К'єво             | 2:0     | Фрозіноне (2)  |
| Сієна             | 0:2     | Новара (3)     |
| 26 листопада 2009 |         |                |
| Аталанта          | 0:1     | Лумеццане (3)  |
| Наполі            | 1:0     | Читтаделла (2) |
| Палермо           | 4:1     | Реджина (2)    |
| 1 грудня 2009     |         |                |
| Трієстіна (2)     | 1:0     | Сассуоло (2)   |
| Сампдорія         | 1:2     | Ліворно        |
| 2 грудня 2009     |         |                |
| Катанія           | 2:0     | Емполі (2)     |

## 1/8 фіналу
| Команда 1      | Рахунок | Команда 2     |
| -------------- | ------- | ------------- |
| 16 грудня 2009 |         |               |
| Інтернаціонале | 1:0     | Ліворно       |
| 12 січня 2010  |         |               |
| Рома           | 3:1     | Трієстіна (2) |
| 13 січня 2010  |         |               |
| Мілан          | 2:1     | Новара (3)    |
| Дженоа         | 1:2     | Катанія       |
| Ювентус        | 3:0     | Наполі        |
| 14 січня 2010  |         |               |
| Фіорентіна     | 3:2     | К'єво         |
| Удінезе        | 2:0     | Лумеццане (3) |
| Лаціо          | 2:0     | Палермо       |

## 1/4 фіналу
| Команда 1      | Рахунок | Команда 2 |
| -------------- | ------- | --------- |
| 20 січня 2010  |         |           |
| Фіорентіна     | 3:2     | Лаціо     |
| 26 січня 2010  |         |           |
| Рома           | 1:0     | Катанія   |
| 27 січня 2010  |         |           |
| Мілан          | 0:1     | Удінезе   |
| 28 січня 2010  |         |           |
| Інтернаціонале | 2:1     | Ювентус   |

## 1/2 фіналу
| Команда 1               | Заг. | Команда 2  | 1-й матч | 2-й матч |
| ----------------------- | ---- | ---------- | -------- | -------- |
| 3 лютого/13 квітня 2010 |      |            |          |          |
| Інтернаціонале          | 2:0  | Фіорентіна | 1:0      | 1:0      |
| 4 лютого/21 квітня 2010 |      |            |          |          |
| Рома                    | 2:1  | Удінезе    | 2:0      | 0:1      |

## Фінал
| 5 травня 2010 21:45 (EEST) |

| «Інтернаціонале» | 1:0      | «Рома» |
| ---------------- | -------- | ------ |
| Міліто 39'       | Протокол |        |

| «Олімпійський стадіон», Рим Глядачів: 55 000 Арбітр: Нікола Ріццолі |